# Tlaltizapán
Tlaltizapán är en ort i Mexiko.   Den ligger i kommunen Tlaltizapán de Zapata och delstaten Morelos, i den sydöstra delen av landet, 80 km söder om huvudstaden Mexico City. Tlaltizapán ligger 954 meter över havet och antalet invånare är 10 465.
Terrängen runt Tlaltizapán är kuperad åt nordost, men åt sydväst är den platt. Runt Tlaltizapán är det ganska tätbefolkat, med 139 invånare per kvadratkilometer. Närmaste större samhälle är Emiliano Zapata, 18,5 km norr om Tlaltizapán. I omgivningarna runt Tlaltizapán växer huvudsakligen savannskog.